# Five Points (Alabama)
Five Points es un pueblo ubicado en el condado de Chambers en el estado estadounidense de Alabama. En el censo de 2000, su población era de 146. 

## Demografía
En el 2000 la renta per cápita promedia del hogar era de $ 38.125$, y el ingreso promedio para una familia era de 41.750$. El ingreso per cápita para la localidad era de 12.764$. Los hombres tenían un ingreso per cápita de 21.250$ contra 20.000$ para las mujeres.

## Geografía
Five Points está situado en 33°1′1″N 85°21′4″O / 33.01694, -85.35111 (33.017189, -85.351208).
Según la Oficina del Censo de los EE. UU., la ciudad tiene un área total de 1.03 millas cuadradas (2.67 km ²).